# Ferrocemento

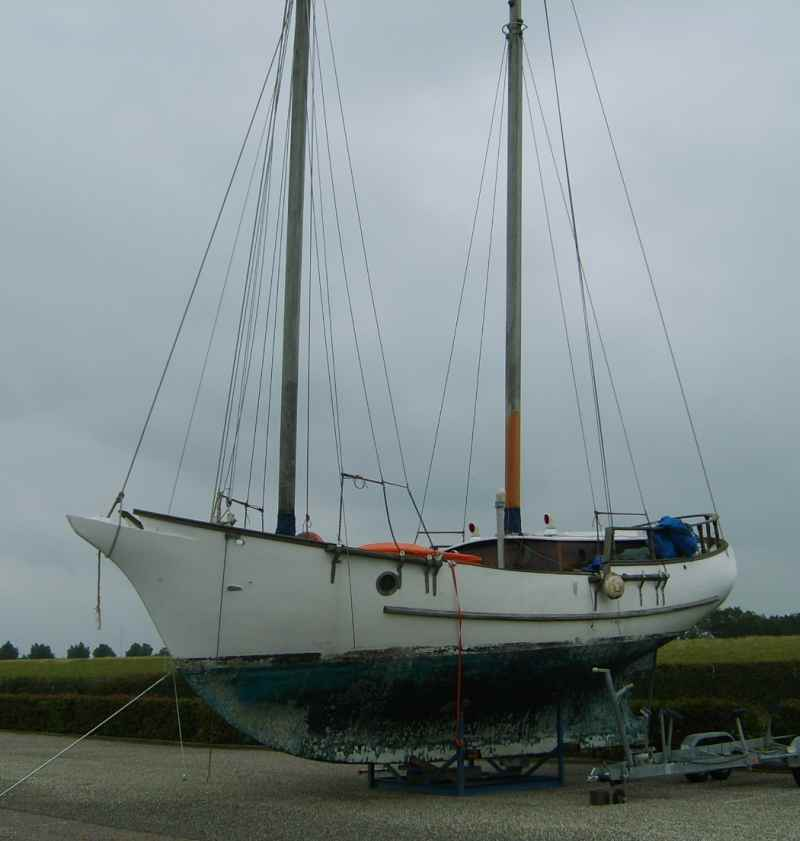
Barco restaurado con ferro cemento.

El  'ferrocemento'  es un material de construcción usado para hacer edificios, depósitos de agua, barcos y esculturas.
Se compone de cemento, arena, malla de alambre y agua.
El ferrocemento se empezó a utilizar en el siglo XIX y es más económico que la construcción con cemento armado. Como características físicas destaca por su ligereza, resistencia al fuego y los terremotos. No se oxida.
Para construir con ferrocemento se parte de un alma de red de alambre que se recubre con el mortero de cemento arena y agua. En general el grueso de este  mortero es de entre 10 a 30 mm. Como en otras construcciones con cemento se necesita bastante tiempo para que el material tome las características físicas de endurecimiento y resistencia requeridas (aproximadamente un mes en total).

## Construcción
La forma deseada puede ser construida desde una construcción de varias capas de alambre u otra malla de acero, y si es necesario un refuerzo con alambre de acero o barras de acero. Durante este marco terminado, una mezcla apropiada de cemento, arena y agua es extendida. Durante el endurecimiento, el ferrocemento se mantiene húmedo, para asegurar que el cemento es capaz de establecerse y endurecerse.
El grosor de las paredes de las construcciones de ferrocemento se encuentra en general entre 10 y 30 mm. Como otras aplicaciones de cemento, es necesario una cantidad considerable de tiempo para que el material llegue a la dureza final. El tiempo de curado depende de la carga de aplicación o su duración, y puede llegar a necesitar un mes antes de que esté preparada para su uso. Según el cemento se hidrata, se vuelve más fuerte.

## Economía
La ventaja económica de las estructuras de ferrocemento radica en que es más fuerte y duradero que otros métodos de construcción tradicionales. Las casas construidas de esta forma requieren de casi un mantenimiento cero y menos requerimientos para las aseguradoras. Los tanques de agua construidos de esta forma no necesitan un reemplazo periódico.
Las estructuras de cemento también se pueden construir rápidamente, y pueden tener ventajas econòmicas.En inclemencias meteorológicas, la habilidad para erigir rápidamente y hacer la cara exterior del edificio permite a los trabajadores curarse en el interior y continuar con las tareas de construcción interior.